# Mimenicodes perroudi
Mimenicodes perroudi là một loài bọ cánh cứng trong họ Cerambycidae.